# Ceriana salvazai
Ceriana salvazai är en tvåvingeart som först beskrevs av Shannon 1927.  Ceriana salvazai ingår i släktet griffelblomflugor, och familjen blomflugor.
Artens utbredningsområde är Laos. Inga underarter finns listade i Catalogue of Life.